# Bienvenido Pérez Dacosta
Bienvenido Pérez Dacosta (27 de septiembre del 1959) es un deportista español que compitió en piragüismo en la modalidad de maratón. Ganó dos medallas de bronce en el Campeonato Mundial de Piragüismo en Maratón en los años 1994 y 1996.

## Palmarés internacional
| Campeonato Mundial | Campeonato Mundial       | Campeonato Mundial | Campeonato Mundial |
| Año                | Lugar                    | Medalla            | Evento             |
| ------------------ | ------------------------ | ------------------ | ------------------ |
| 1994               | Ámsterdam (Países Bajos) | Medalla de bronce  | C2                 |
| 1996               | Vaxholm (Suecia)         | Medalla de bronce  | C2                 |